# 트랜스포머: 패자의 역습
《트랜스포머: 패자의 역습》(영어: Transformers: Revenge of the Fallen)은 2009년에 개봉된 미국의 영화이다. 트랜스포머 실사영화 시리즈의 두번째 영화이다.

## 줄거리
2년 후. 오토봇들은 지구로 계속 피신해오면서 남은 디셉티콘들을 색출해 처단하는 N.E.S.T(이하 네스트)팀에 합류하게 된다. 어느날, 상하이에서 디셉티콘 사이드웨이스와 디몰리셔가 나타나서 도시를 파괴하나, 네스트 팀과 오토봇들이 물리친다. 그들은 디몰리셔가 죽기 직전 남긴 경고 "여긴 너희가 활개칠 행성이 아니다. 폴른 님께서 부활하실 테니까!"를 듣고 국가 방어 수준을 높이게 된다.
한편, 샘 윗위키는 일상으로 돌아가 대학에 갈 준비를 하고 있었다. 그러나 그는 그의 2년 전 전투에서 입었던 옷에 큐브(올스파크)조각이 남아 있었다는 것을 알게되고, 옷을 입으려하다가 떨어뜨린 큐브조각을 만지다 큐브조각 안에 있던 모든 지식을 보게 된다. 그러나 부억 탁자에 떨어진 큐브조각의 충격으로 샘의 집에 있는 주방기기들이 로봇으로 변신하게 되고, 샘은 위기에 처한다. 그 때, 샘이 같이 살고 있던 범블비를 불러서 로봇들을 해치운다. 그 시각, 미카엘라가 샘의 집에 도착해 샘에게 큐브조각을 건네받는다. 샘이 범블비에게 대학에 못데려간다는 이야기를 하고 돌아올 때, 미카엘라는 그에게 프러포즈를 한다. 샘은 다시는 오토봇과 디셉티콘간의 전쟁에 상관하지 않을 것을 결심한다.
네스트 팀의 비밀기지 인도양 차고스 제도의 디에고 가르시아 섬. 미국의 국가 안보 고문 갤러웨이가 와서 오토봇에게 디셉티콘이 계속 나타나는
이유는 오토봇들이 지구에 있기 때문이라며 지구를 떠날 것을 부탁한다. 그러나 옵티머스 프라임은 신중히 생각해볼 것을 권고하는 것과 동시에 만약 우리 오토봇이 지구를 떠났는데 디셉티콘이 활개를 칠경우 그때는 어떻게할 거냐며 정식으로 반문한다. 그리고 미국 군사위성을 해킹한 디셉티콘의 인공위성 사운드웨이브에 의해 큐브조각의 위치와 기밀정보들을 누출당하게 된다. 사운드웨이브는 큐브조각이 위치한 해군기지로 래비지를 보내 큐브조각을 훔처오게하고 큐브조각의 에너존으로 로렌시아 해구에 2년동안 묻혀 썩어가던 메가트론을 살려낸다. 메가트론은 사이버트론 행성으로 가서 그의 스승 폴른과 복수를 계획한다.
샘은 대학에 들어가 룸메이트 리오를 만나게 되고. 천문학 수업 도중, 샘은 큐브조각에 담긴 사이버트론어를 보게 되어, 정신이 나가버리며 엉뚱한 소리를 늘어놓는다. 화난 교수에게 쫓겨난 샘은 미카엘라에게 절대로 큐브조각에 손을 대지 말것을 당부했다. 그 때, 디셉티콘의 윌리가 미카엘라의 집에 잠입해 큐브조각을 도난하려고 하지만, 실패하고 미카엘라에게 눈을 잃은 뒤 감금당한다.
샘은 인간으로 위장한 디셉티콘인 앨리스는 큐브조각의 지식이 샘의 머리속에 있다는 것을 알고 샘에게 접근한다. 그러나 미카엘라에게 바람피운 걸로 오해하고 그때 앨리스가 샘을 공격하고 미카엘라는 샘, 리오와 함께 앨리스를 피해 도망친다. 가까스로 앨리스를 죽이는 데에 성공하지만 그들의 차가 디셉티콘 그라인더에게 납치되고 디셉티콘들이 있는 곳으로 끌려가게 된다. 디셉티콘 닥터가 샘의 머리속에 있는 지식을 얻기 위해 그의 뇌를 꺼내려고 하는 순간, 옵티머스와 범블비가 나타난다. 범블비는 미카엘라와 리오를 태우고 오토봇들에게 가고, 옵티머스는 샘을 태우고 숲으로 도망친다. 옵티머스는 메가트론을 이기는 듯 하다가 스타스크림, 블랙아웃과의 합동공격에 쓰러진다. 그러나 다시 일어난 옵티머스는 힘을 내어 디셉티콘들을 차례차례 물리친다. 그러나 메가트론이 뒤에서 기습을 하는 바람에 목숨을 잃고 샘은 정체절명의 위기에 처한다. 그 때, 오토봇들이 나타나서 샘을 구해준다. 폴른과 디셉티콘들은 지구에 와 파리에서 샘의 부모를 납치하고, 미 해군의 항공모함을 침몰시키는 등 지구를 파괴하기 시작한다. 폴른은 전 세계의 통신을 해킹해서 샘을 찾아내어 넘기라는 요구를 인간들에게 한다. 샘은 절망에 빠졌지만, 리오는 도움이 될 사람을 찾는다. 그는 로보워리어, 바로 섹터 7의 시모어 시몬스 요원이었다. 시몬스는 섹터 7이 해체되기 직전 빼돌린 기밀 정보와 윌리의 협력으로 지구에 남은 다른 로봇을 찾아낸다. 그는 스미소니언 항공박물관에 전시되어 있던 SR-71 블랙버드 정찰기로 위장한 디셉티콘 제트파이어였다. 제트파이어는 오래전 폴른이 마음에 들지 않아 오토봇으로 편을 바꾼 디셉티콘이었다. 제트파이어는 태양을 파괴해 에너지존을 빼앗는 기계가 있고, 지도자의 매트릭스만이 이 기계를 돌릴 수 있다고 말했다. 그리고 매트릭스는 옵티머스를 살려낼 수 있는 열쇠이기도 하다고 말하였다. 샘과 미카엘라, 리오, 시몬스 요원과 오토봇 일행은 제트파이어의 공간이동 능력으로 이집트에 오게 된다.
한편, 네스트 팀은 기지로 귀환하기 전 시몬스로부터 전화를 받는다. 옵티머스를 살려낼 열쇠가 있으니 자기들이 있는 곳으로 오라는 것이었다. 샘과 그의 일행은 갖은 고생을 하다가 매트릭스를 찾게 되었지만 매트릭스는 수천년의 세월에 가루가 되어버렸다. 하지만 샘은 희망을 버리지 않고 자기 양말에 매트릭스 가루를 담는데 그 때, 네스트 팀과 오토봇들이 도착했다. 샘과 일행은 네스트 팀과 오토봇들을 발견하고 그들에게 가지만, 스타스크림의 공격에 고전한다. 결국 그들은 갈라져서 리오와 시몬스 요원이 스타스크림을 유인하는 하는데 네스트팀은 스타스크림의 전자기파 공격으로 본부와 교신이 끊기게 되어 샘과 미카엘라의 위치를 파악하지 못했고 이윽고, 폴른과 메가트론, 그리고 다른 디셉티콘들도 사막에 도착하게 되었다. 리오와 시몬스 요원 일행은 자기들 앞에서 많은 디셉티콘들이 합체되어 엄청난 크기의 데바스테이터가 일어스는 광경을 보게 되었다. 그들은 데바스테이터의 공격으로 위기에 처하지만, 옆에 있던 오토봇 머드플랩이 빨려 들어가서 사례가 걸려 얼굴 반이 파괴되고 이여 쌍둥이 스키즈가 머드플랩을 구출한 뒤 살게 된다. 그 때, 네스트 팀과 오토봇들은 시작된 디셉티콘들의 공격을 받게 된다. 샘과 미카엘라가 네스트 팀과 오토봇들에게 가는 동안, 디셉티콘들의 방해를 받고, 납치된 샘의 부모를 발견하고 그들에게 가다가 함정에 빠진다. 그 때, 범블비가 등장하여 그들을 구해준다. 한편 데바스테이터는 피라미드 안에 있는 태양을 파괴하는 기계를 발굴하기 시작한다. 치열한 전투가 계속되는 동안, 네스트 본부는 무인 정찰기 MQ-1 프레데터를 출격시켜 그곳의 정보를 알아보던중, 디셉티콘의 공격을 받고 있다는 것을 알게 되었다. 파이어스톰 작전이 개시되고, 작전 지역의 모든 병력들이 출동한다. 잠시 뒤, 샘과 미카엘라는 네스트 팀과 오토봇이 있는 곳이 도착한다. 데바스테이터는 기계를 발굴하던 도중 미 구축함의 전자포를 맞고 쓰러진다. 전투는 계속되고, 마침내 F-22 편대의 폭격이 실시되었다. 잠시 뒤, B-1 랜서는 JDAM 십수개를 투하하여 대부분의 디셉티콘들을 전멸시킨다. 그러나 샘은 폭격을 피해 도망가던 중 메가트론의 대포에 맞아 정신을 잃게 된다. 그는 꿈속에서 프라임들을 만나고, 다시 깨어난다. 그때 매트릭스가 가루에서 다시 합체되고, 샘은 매트릭스를 옵티머스의 스파크에 꽂는다. 옵티머스는 부활했지만, 폴른의 기습으로 매트릭스를 뺏기게 된다. 그리고 폴른은 매트릭스로 기계를 돌린다. 힘이 빠진 옵티머스는 비틀거리지만, 스콜포녹의 공격에 부상당한 제트파이어가 자신은 지금까지 뜻 있는 일을 해보지 못했다며 희생하여 옵티머스에게 부품을 주어 제트 옵티머스 프라임(Jet Optimus Prime)으로 합체된다. 엄청난 힘을 얻게 된 제트 옵티머스 프라임은 피라미드로 날아간다. 때마침 F-22 편대의 공격이 시작되고, 옵티머스는 함께 날아가 폴른과 메가트론을 기계에서 떨어뜨리고 기계를 파괴하는데에 성공한다. 제트 옵티머스는 메가트론에게 큰 부상을 입히고, 폴른과 치열한 싸움을 계속한다. 마침내, 제트 옵티머스는 폴른의 스파크(심장)를 꺼내 파괴한다. 메가트론과 스타스크림은 다시 복수할 것을 다짐하며 사이버트론 행성으로 돌아간다. 전투가 끝나고, 샘 일행과 오토봇, 네스트 팀은 항공모함을 타고 귀환한다.

## 등장인물

### 인간
- 샤이아 러버프 (샘 윗위키 역)
- 메건 폭스 (미카엘라 역)
- 타이리스 깁슨 (로버트 엡스 역)
- 조시 더멜 (Lt. 코널 윌리엄 레녹스 역)
- 존 터투로 (세이머 시몬스 역)
- 글렌 모샤워 (모슈워 장군 역)
- 존 벤저민 히키 (갤러웨이 역)
- 라몬 로드리게스 (리오 스피츠 역)
- 이저벨 루커스 (앨리스 역)
- 레인 윌슨 (콜린슨 교수 역)
- 서맨사 스미스 (세라 레녹스 역)
- 마이클 파파존 (칼 역)
- 케빈 던 (론 윗위키 역)
- 줄리 화이트 (주디 윗위키 역)

### 사이버트론/세이버트론

#### 오토봇/사이버트론 진영
- 피터 컬런 (옵티머스 프라임/콘보이 역)
- 마크 라이언 (범블비/범블, 제트파이어 역)
- 제임스 리마 (사이드스와이프/람보르 역)
- 제스 하넬 (아이언하이드 역)
- 로버트 폭스워스 (라쳇 역)
- 앤서니 앤더슨 (졸트 역)
- 그레이 딜라일 (알씨 역)
- 리노아 윌슨 (머드플랩 역)
- 톰 케니 (윌리, 스키즈 역)

##### 코믹스, 게임판, 장난감 전용
- 스프링어

#### 디셉티콘/데스트론 진영
- 휴고 위빙 (메가트론 역)
- 토니 토드 (폴른 역)
- 찰리 애들러 (스타스크림 역)
- 프랭크 웰커 (사운드웨이브, 디베스테이터, 그라인더, 래비지 역)
- 존 디코르스타 (스콜포녹/메가자락 역)
- 사이드웨이즈
- 컨스트럭티콘/빌드론
  - 캘빈 위머 (디몰리셔 역)
  - 케빈 마이클 리처드슨 (램페이지 역)
  - 스캐빈저
  - 하이타워
  - 롱하울
  - 믹스마스터
  - 스크래퍼

##### 코믹스, 게임판, 장난감 전용
- 컴뱃티콘/컴뱃트론
  - 브루티커스
  - 온슬럿
  - 볼텍스/볼터
  - 블라스트오프
  - 스윈들
  - 브라울

## 한국판 성우진(KBS)
- 장민혁 - 샘(샤이아 러버프)
- 유지원 - 미카엘라(메건 폭스)
- 이정구 - 옵티머스(피터 컬런)
- 한상덕 - 폴른(토니 토드) / 제트파이어(마크 라이언)
- 장광 - 론(케빈 던) / 갤러웨이(존 벤저민 히키)
- 손정아 - 주디(줄리 화이트)
- 강구한 - 시몬스(존 터투로)
- 위훈 - 리오(라몬 로드리게스) / 사이드스와이프(앙드레 소구리우조)
- 임채헌 - 레녹스(조시 더멜)
- 홍진욱 - 엡스(타이리스 깁슨) / 모샤워 장군(글렌 모샤워) / 라쳇(로버트 폭스워스)
- 이장원 - 스키즈(톰 케니) / 스타스크림(찰리 애들러)
- 최정호 - 범블비(마크 라이언) / 머드플랩(리노아 윌슨)
- 이광수 - 아이언하이드(제스 하넬)
- 심승한 - 메가트론(휴고 위빙)
- 엄상현 - 윌리(톰 케니) / 콜린스 교수(레인 윌슨)
- 전숙경 - 알씨(그레이 딜라일) / 앨리스(이저벨 루커스)

## 기타
문법상 부제목에 올바른 제목은 ‘패자의 역습‘ 이 아니라 폴른의 복수 (Revenge of the Fallen)이다.

## 비평
상당한 혹평으로 일관되었다. 로튼 토마토 신선도 20%이다.
뉴욕 포스트의 루 루메닉은 “아마도 상영시간 (2시간 30분)을 견뎌내기 위해서 리탈린(과잉행동장애 아동을 위한 약) 복용이 필요한 최초의 영화일 것.”이라고 공격했고, 롤링 스톤의 피터 트래버스는 별 넷 만점에 단 한 개도 부여하지 않으면서 “이 영화는 단순히 졸작의 정도를 넘어선다. 전편이 가졌던 ‘정말 대단함(godawfulness)’의 요소를 모두 깍아내버린 영화.”라고 혹평을 가했으며, 릴뷰스의 제임스 베랄디넬리는 “내가 구식인줄 모르겠지만, 나는 크고 시끄러운 특수효과 뿐 만 아니라 이에 잘 어울리는 (하지만 이 영화에는 없는) 캐릭터들과 주변 이야기들을 좋아한다.”고 고개를 저었다. 또, 시카고 선타임즈의 로저 이버트는 별 넷 만점에 한 개 만을 부여하며 “참을 수 없이 긴 상영시간에 대한 끔찍한 경험.”이라고 사형선고를 내렸고, 시카고 트리뷴의 마이클 필립스는 “마치 세탁물 드라이어 속에서 돌멩이들이 돌아가는 소리를 두 시간 넘게 듣는 것 같은 영화.”라고 강한 불만감을 나타내었으며, 올란도 센티넬의 로저 무어는 “아마도 올 여름 최악의 영화일 것.”이라고 직격탄을 날렸고, 애리조나 리퍼블릭의 빌 구디쿤츠는 “대단한 전투들에 비해, 이야기를 들려주려는 노력이 너무 부족한 영화.”라고 요약했다. 이어서, 필라델피아 인콰이어러의 캐리 리키는 “전편보다 더 크고, 더 길고, 더 시끄러운 영화. 여기서 ‘더(more)’하다는 것은 전편만 못하다(less)는 뜻.”이라고 평했고, 할리우드 리포터의 레이 베넷은 “전편의 팬들은 확실히 이 영화를 사랑하겠지만, 그렇지 않은 관객들에게는 이 영화가 너무 시끄럽고 너무 장황하며, 또 상영시간 147분도 너무 길게 느껴질 것이다.”고 충고했으며, USA 투데이의 클로디아 퓨즈는 “이 영화야말로, 여름 시즌용 블록버스터가 모두 시리즈화될 자질이 있는 것은 아니다는 것을 보여주는 긍정적인 증거.”라고 결론내렸다. 2010년 골든 라즈베리 시상식 최악의 작품상/감독상/각본상/커플상 수상했다.